# Pablo Moreno (réalisateur)
Pour les articles homonymes, voir Pablo Moreno, Moreno et Hernández.
Moreno  Hernández est un nom espagnol. Le premier nom de famille, en général paternel, est Moreno ; le second, en général maternel, souvent omis, est Hernández.
Pablo Moreno Hernández, né à Ciudad Rodrigo (Province de Salamanque) le 16 juin 1983, est un réalisateur de cinéma espagnol.

## Biographie
Pablo Moreno a obtenu un master en éducation et une licence en communication audiovisuelle. Il gère la société de production Contracorriente Producciones S.L.U. depuis sa fondation en 2006. Il est le scénariste et le réalisateur de la majorité des films produit par cette société.
Il a aussi participé à certaines pièces de théâtre : co-directeur de la compagnie El Manantial, il a participé plusieurs fois à la mise en scène du Drama de Pasión y Pascua (1999-2007). Il a joué dans Morir a Bagdad de J. Rodri, lors du festival de théâtre de Ciudad Rodrigo en 2004. Il met en scène La defensa Heroica (2009).
Il dirige le Festival de Cine Educativo y Espiritual (FICEE). Il est membre du conseil pastoral du diocèse de Ciudad Rodrigo, et responsable du Departamento de Evangelización y Nuevas Tecnicas du même diocèse.
Il habite Ciudad Rodrigo, où il a tourné la majorité de ses films.

## Filmographie
Sauf indication contraire, les informations mentionnées dans cette section peuvent être confirmées par la base de données cinématographiques IMDb,  présente dans la section « Liens externes ».
- 2008 : Talitá Kum
- 2010 : Pablo de Tarso: El último viaje
- 2012 : Alba, court-métrage
- 2013 : Un dios prohibido
- 2016 : Poveda
- 2016 : Luz de Soledad
- 2017 : Le Réseau de la liberté (Red de Libertad)
- 2018 : Querida Alicia, court-métrage
- 2019 : Ciudad Rodrigo, lo que somos, sorti en vidéo
- 2020 : Forbidden God (réédition anglophone de Un dios prohibido)
- 2020 : Saint Antoine-Marie Claret (Claret)
- 2021 : Tierra Santa. El último peregrino
- 2022 : Petra de San José
- 2022 : Holy Land: The Last Pilgrim (réédition anglophone de Tierra Santa. El último peregrino)
- 2022 : Slaves and Kings (réédition anglophone de Claret)
- 2023 : La sirvienta
- 2024 : Guadalupe: Madre de la Humanidad
- 2024 : Pastoris

## Théâtre
- 1999-2007 : Drama de Pasión y Pascua
- 2004 : Morir a Bagdad de J. Rodri (festival de théâtre de Ciudad Rodrigo)
- 2009 : La defensa Heroica

## Récompenses
- Il reçoit le prix de Réalisateur d'inspiration au Festival international de la paix, l'inspiration et l'égalité (International Film Festival for Peace, Inspiration, and Equality - IFFPIE)[2] de 2016 pour son film Poveda, prix qu'il partage avec Andrés Garrigó et Josemaría Muñoz[3].
- Il reçoit le prix de Meilleur réalisateur au Festival international du cinéma chrétien Mirabile Dictu en 2017[4] pour son film Luz de Soledad[3].